# Guadramil
Guadramil é uma aldeia típica transmontana do distrito de Bragança, pertencente ao Parque Natural de Montesinho, freguesia de Rio-de-Onor. É uma aldeias portuguesas mais isoladas, uma vez que não dispõe de rede móvel nacional.